# Hermann Dietzfelbinger

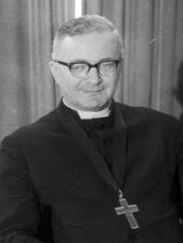
Hermann Dietzfelbinger auf der Generalsynode der Vereinigten Evangelisch-Lutherischen Kirche Deutschlands (VELKD) in Kiel 1965

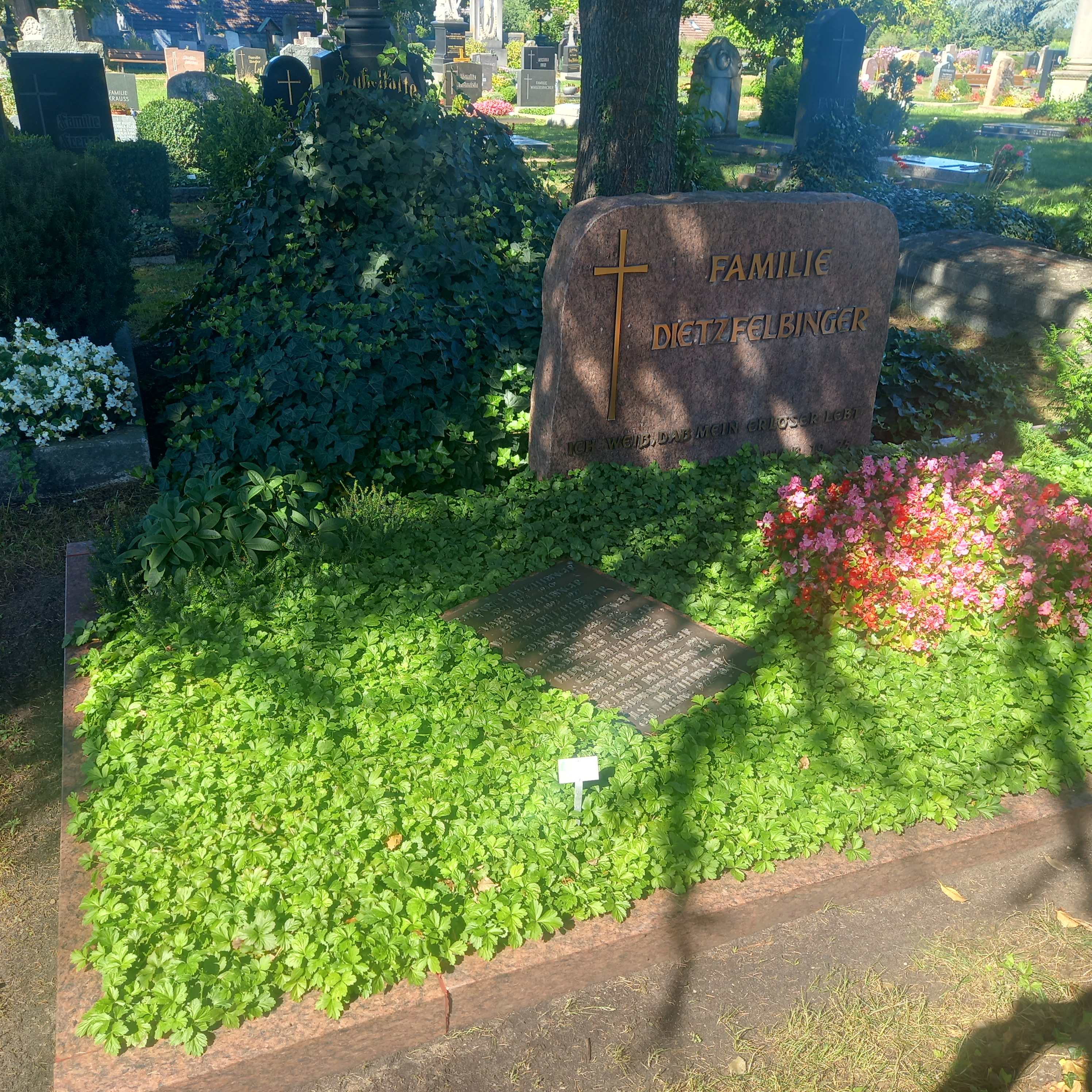
Das Grab von Hermann Dietzfelbinger und seiner Ehefrau Hedwig, geborene Stählin, im Familiengrab auf dem Neustädter Friedhof in Erlangen

Hermann Dietzfelbinger (* 14. Juli 1908 in Ermershausen; † 15. November 1984 in München) war ein deutscher evangelischer Pfarrer, Theologe und bayerischer Landesbischof.

## Leben

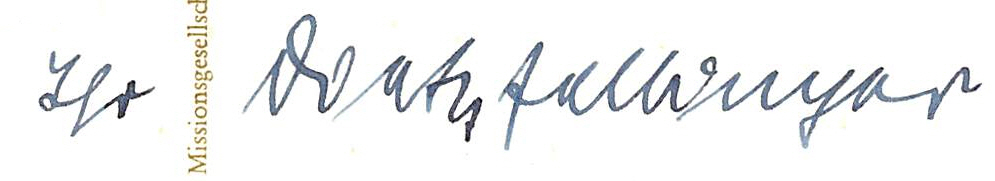
Dietzfelbingers Unterschrift auf einer Postkarte aus dem Jahr 1974

Hermann Dietzfelbinger wurde als Sohn des Pfarrers Wilhelm Dietzfelbinger und seiner Frau Magdalene geboren. Er studierte Theologie in Erlangen, Tübingen und Greifswald. Zu seinen Lehrern zählten Persönlichkeiten wie Otto Procksch, Werner Elert, Karl Heim, Karl Fezer, Friedrich Baumgärtel, Rudolf Hermann und Hermann W. Beyer.
1931 wurde er evangelischer Pfarrer in Rüdenhausen, 1943 begann er seine Arbeit als Studentenpfarrer in München. Das Ende des Zweiten Weltkriegs erlebte er als „theologischer Hilfsarbeiter“ in Bayreuth. Im Jahr 1945 wurde er Direktor des Predigerseminars in Erlangen, später in gleicher Position in Nürnberg. Diesen Posten behielt er bis 1953 bei, bevor er Vorsteher des Diakonissenmutterhauses in Neuendettelsau wurde.
Von 1955 bis 1975 war Hermann Dietzfelbinger Landesbischof der Evangelisch-Lutherischen Kirche in Bayern und von 1956 bis 1975 außerdem Catholica-Beauftragter der Vereinigten Evangelisch-Lutherischen Kirche Deutschlands (VELKD). Von 1967 bis 1973 bekleidete er zusätzlich das Amt des Ratsvorsitzenden der Evangelischen Kirche in Deutschland (EKD).
Dietzfelbinger gilt als einer der bedeutendsten konservativen Bischöfe der Nachkriegszeit. Als solcher war er ein Kritiker der Frauenordination und der Leuenberger Konkordie. 
Seine Tochter Eva Leipprand war von 2002 bis 2008 Augsburger Kulturreferentin und wurde 2015 zur Bundesvorsitzenden des Verbandes deutscher Schriftsteller (VS) gewählt.

## Auszeichnungen
- 1954: Verdienstkreuz des Verdienstordens der Bundesrepublik Deutschland
- 1958: Bayerischer Verdienstorden
- 1973: Großes Verdienstkreuz mit Stern des Verdienstordens der Bundesrepublik Deutschland
- 1976: Großes Verdienstkreuz mit Stern und Schulterband des Verdienstordens der Bundesrepublik Deutschland
- Goldener Ehrenring der Stadt Bayreuth

## Werke (Auswahl)
- Wegweisung für den Konfirmandenunterricht, 1940.
- Das Licht der Menschen. Besprechungen über Abschnitte aus dem Johannes-Evangelium, 1946.
- Die heimliche Krone der Kirche, 1947.
- Es geschah des Herrn Wort. Was geschieht in der Predigt?, 1951.
- Falsche und echte Lebendigkeit in der Kirche, 1952.
- Er zog seine Straße fröhlich. Ein Taufbüchlein, 1953.
- Das christliche Glaubensbekenntnis im kirchlichen Unterricht, 1953.
- Gottes Weg zum Kreuz im alten Bund. Meditationen, 1956.
- Befreiung zur Gemeinschaft. Ein Wort für solche, die darauf warten, und solche, die daran verzweifeln, 1957.
- Die eine Kirche und die Reformation, 1961.
- Autorität der Kirche, 1963.
- Jona - Ein Knecht Gottes, 1965.
- mit Nils A. Dahl, Martti Simojoki, Edmund A. Steimle, Martin Haug: Kurze Auslegung des Epheserbriefes, 1965.
- Christus praesens. Vorträge, Aufsätze, Predigten, 1968.
- Die Wirklichkeit des Wortes. Vortrage. Predigten. Bibelarbeiten, 1969.
- Das lösende Wort im Augenblick der Krise. Zwei Berichte zum Thema »Glaubenskampf«, 1971.
- Hören wie Jünger hören. Anruf und Antwort als Lebensmöglichkeit, 1975.
- Oberstdorfer Gespräche. Glaubens- und Lebensfragen biblisch meditiert, 1977.
- Jesus Christus – Und die Weisen aus dem Abendland, 1978.
- Zukunft mit dem Vaterunser. Perspektiven für die achtziger Jahre, 1980.
- Christen sind gefragt. Glaube zwischen Zweifel und Gewissheit, 1982.
- Überfluß haben am Wort der Wahrheit. Luthers erste Sorge, 1984.
- Veränderung und Beständigkeit. Erinnerungen, 1984.
- Dein Wort bewegt des Herzens Grund. Bibelarbeiten und Vorträge, hg. von Otto Steiner und Walter Rupprecht, 1988.